# Arakonam
Arakonam là một thành phố và khu đô thị của quận Vellore thuộc bang Tamil Nadu, Ấn Độ.

## Nhân khẩu
Theo điều tra dân số năm 2001 của Ấn Độ, Arakonam có dân số 77.453 người. Phái nam chiếm 50% tổng số dân và phái nữ chiếm 50%. Arakonam có tỷ lệ 80% biết đọc biết viết, cao hơn tỷ lệ trung bình toàn quốc là 59,5%: tỷ lệ cho phái nam là 85%, và tỷ lệ cho phái nữ là 74%. Tại Arakonam, 9% dân số nhỏ hơn 6 tuổi.